# Comuna Ghidici, Dolj
Ghidici este o comună în județul Dolj, Oltenia, România, formată numai din satul de reședință cu același nume. Aceasta este situată în lunca Dunării la 90 de km de Craiova,la 25 Km est de Calafat și la 25 Km sud-vest de Băilești. Se învecinează la nord cu Piscul nou la est cu Rast la sud cu Lom (Bulgaria), iar la vest cu Piscu Vechi. (Pisculeț,Nebuna).

## Legături externe
- Ghidici la ghidulprimariilor.ro

## Demografie
Componența etnică a comunei Ghidici
     Români (96,8%)
     Alte etnii (3,2%)
Componența confesională a comunei Ghidici
     Ortodocși (90,07%)
     Penticostali (6,28%)
     Alte religii (0,49%)
     Necunoscută (3,16%)
Conform recensământului efectuat în 2021, populația comunei Ghidici se ridică la 2.437 de locuitori, în creștere față de recensământul anterior din 2011, când fuseseră înregistrați 2.408 locuitori. Majoritatea locuitorilor sunt români (96,8%). Din punct de vedere confesional, majoritatea locuitorilor sunt ortodocși (90,07%), cu o minoritate de penticostali (6,28%), iar pentru 3,16% nu se cunoaște apartenența confesională.

## Politică și administrație
Comuna Ghidici este administrată de un primar și un consiliu local compus din 11 consilieri. Primarul, Constantin Tache[*], de la Partidul Social Democrat, este în funcție din 2004. Începând cu alegerile locale din 2024, consiliul local are următoarea componență pe partide politice:
|  | Partid                    | Consilieri | Componența Consiliului | Componența Consiliului | Componența Consiliului | Componența Consiliului | Componența Consiliului | Componența Consiliului | Componența Consiliului | Componența Consiliului | Componența Consiliului | Componența Consiliului |
|  | ------------------------- | ---------- | ---------------------- | ---------------------- | ---------------------- | ---------------------- | ---------------------- | ---------------------- | ---------------------- | ---------------------- | ---------------------- | ---------------------- |
|  | Partidul Social Democrat  | 10         |                        |                        |                        |                        |                        |                        |                        |                        |                        |                        |
|  | Partidul Național Liberal | 1          |                        |                        |                        |                        |                        |                        |                        |                        |                        |                        |